# Duško Marković
Pour les articles homonymes, voir Marković.
Duško Marković (en monténégrin : Душко Марковић), né le 6 juillet 1958 à Mojkovac, est un homme d'État monténégrin membre du Parti démocratique socialiste du Monténégro (DPS). Il est Premier ministre entre 2016 et 2020.

## Biographie

### Jeunesse et formation
Il accomplit ses études primaires et secondaires dans sa ville natale, en République socialiste du Monténégro. Il part ensuite en République socialiste de Serbie pour étudier le droit à l'université de Kragujevac, dont il sera diplômé. En 1983, il devient juriste à la mine Brskovo de Mojkovac.

### Débuts et ascension en politique
Il est désigné en 1986 secrétaire de l'assemblée municipale de la ville, puis président trois ans plus tard. Il renonce à cette fonction en 1991. Il est alors nommé secrétaire général du gouvernement du Monténégro, présidé par Milo Đukanović. Il est élu député au Parlement en 1997. L'année suivante, il renonce à ses fonctions administratives pour devenir ministre adjoint de l'Intérieur, chargé de la Sécurité nationale.

### Des services secrets au gouvernement
En 2005, après la création de l'Agence pour la sécurité nationale (ANB), il est choisi par les députés pour en être le directeur. Il occupe ce poste jusqu'en 2010, quand il retrouve le gouvernement monténégrin. D'abord ministre sans portefeuille, il est choisi peu après comme vice-Premier ministre et ministre de la Justice par Igor Lukšić. En mars 2015, il perd son poste de ministre. La même année le congrès du Parti démocratique socialiste du Monténégro le porte au rang de vice-président du parti. Il est désigné ministre de l'Intérieur en 2016.

### Premier ministre
Le 25 octobre 2016, dix jours après les élections législatives, le bureau du DPS propose qu'il accède aux fonctions de Premier ministre en remplacement de Milo Đukanović. Ce choix est vertement critiqué par l'opposition, alors que Marković est mis en cause dans des scandales de corruption, de versement de pots-de-vin et accusé d'avoir omis de transmettre des informations dans l'enquête sur le meurtre d'un journaliste d'opposition en 2014. Il se voit officiellement confier la charge de former un nouveau gouvernement le 9 novembre par le président Filip Vujanović.
Le 28 novembre, Duško Marković est investi Premier ministre par le Parlement avec 41 voix favorables, l'opposition ayant boycotté la séance.

### Vie privée
Il est marié et père de trois enfants.